# 拉沙佩勒欧利斯
拉沙佩勒欧利斯（法語：La Chapelle-aux-Lys，法語發音：[la ʃapɛl o lis]）是法国卢瓦尔河地区大区旺代省的一个市镇，位于该省东部，属于丰特奈勒孔特区。2023年1月1日，拉沙佩勒欧利斯与邻近的2个市镇合并为新市镇泰尔瓦勒。

## 地理
拉沙佩勒欧利斯（46°37'44"N, 0°39'28"W）面积10.56 平方千米，位于法国卢瓦尔河地区大区旺代省，该省份为法国西部沿海省份，北起大西洋卢瓦尔省和曼恩-卢瓦尔省，西临大西洋，南至滨海夏朗德省，东部及东南部与德塞夫勒省接壤。
与拉沙佩勒欧利斯接壤的市镇（或旧市镇、城区）包括：勒比索、圣保罗昂加蒂讷、布勒伊巴雷、洛日富日勒斯、圣伊莱尔德武斯特。
拉沙佩勒欧利斯的时区为UTC+01:00、UTC+02:00（夏令时）。

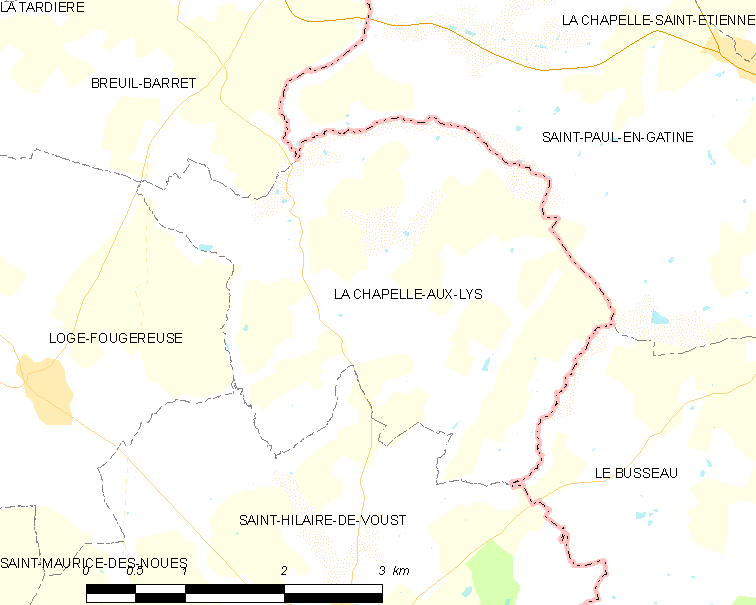
拉沙佩勒欧利斯的OSM定位图

## 行政
拉沙佩勒欧利斯的邮政编码为85120，INSEE市镇编码为85053。

## 政治
拉沙佩勒欧利斯所属的省级选区为拉沙泰涅赖县。

## 人口

1962-2008年间拉沙佩勒欧利斯人口变化图示

拉沙佩勒欧利斯于2020年1月1日时的人口数量为259人。